# Ljubow Alexandrowna Rebane
Ljubow Alexandrowna Rebane, geboren Ljubow Alexandrowna Schagalowa, (russisch Любовь Александровна Ребане, Geburtsname russisch Любовь Александровна Шагалова; * 6. September 1929 in Leningrad; † 13. Juni 1991 in Reval) war eine sowjetisch-estnische Physikerin und Hochschullehrerin.

## Leben
Rebanes Vater Alexander Schagalow war Chemiker und Stalinpreis-Träger. Sie besuchte die Leningrader Mittelschule Nr. 78 (Abschluss 1947 mit Auszeichnung) und studierte dann an der physikalisch-mathematischen Fakultät der Universität Leningrad (LGU) mit Abschluss 1952. Sie heiratete ihren Kommilitonen Karl Rebane.
1955 ging Rebane mit ihrem Mann, der 1955 von der LGU zum Kandidaten der physikalisch-mathematischen Wissenschaften promoviert worden war, nach Tartu und arbeitete als Assistentin in der Universität Tartu. 1961 verteidigte sie an der LGU mit Erfolg ihre Dissertation über die Effekte von Temperatur und Störstellen-Konzentration auf die Lumineszenz einiger Alkalihalogenid-Kristallphosphore für die Promotion zur Kandidatin der physikalisch-mathematischen Wissenschaften.
1964 wurde Rebane wissenschaftliche Mitarbeiterin des Instituts für Physik der Akademie der Wissenschaften der Estnischen Sozialistischen Sowjetrepublik (Estnische SSR). 1974 verteidigte sie als erste Frau in Estland an der LGU mit Erfolg ihre Doktor-Dissertation über einfache Moleküle als Zentren der Lumineszenz in Kristallen für die Promotion zur Doktorin der physikalisch-mathematischen Wissenschaften. 1974–1976 leitete sie den Sektor Kristall-Spektroskopie des Instituts für Physik der Akademie der Wissenschaften der Estnischen SSR.
Ab 1980 lehrte Rebane als Professorin an der Universität Dorpat. Zu ihren Schülern gehörte Girsh Blumberg.
1981 wechselte Rebane in das Institut für Physikalische Chemie und Biophysik der Akademie der Wissenschaften der Estnischen SSR. Sie wurde bekannt durch ihre Untersuchungen auf dem Gebiet der Raman-Spektroskopie, der Supraleitung und des Spektralen Lochbrennens. 1986 erhielt Rebane den Staatspreis der UdSSR für die Arbeiten über hochauflösende Spektroskopie und zum stabilen spektralen Lochbrennen von komplexen Molekülen und Feststoffen (1972–1984) zusammen mit Rein Avarmaa, Ljudmila Anatoljewna Bykowskaja, Roman Iwanowitsch Personow, Jaak Kikas, Konstantin Nikolajewitsch Solowjow und den anderen Mitgliedern des Kollektivs.
Rebanes Kinder Alexander und Inna wurden beide Physiker.